# Villogorgia gracilis
Villogorgia gracilis är en korallart som först beskrevs av Studer 1878.  Villogorgia gracilis ingår i släktet Villogorgia och familjen Plexauridae. Inga underarter finns listade i Catalogue of Life.